# 工作站机群

## 基本特征
工作站机群每一个节点都是一个完整的工作站，特别地，大规模并行处理机(MPP)可以近似的看成为一个没有本地磁盘的COW。COW的网络接口是松耦合的，即它是接到I/O总线上而不是像MPP那样直接接到处理器存储总线上的。

## 参阅
- 并行计算